# Меликов, Юрий Владимирович
Юрий Владимирович Меликов (04.04.1933 — ?) — российский физик, лауреат Государственной премии СССР 1972 года.
Член КПСС с 1971 по 1991 г.
Родился 04.04.1933, в Москве. Окончил физический факультет МГУ (1956).
В 1957—1960 гг. работал в Министерстве авиационной промышленности СССР.
С 1960 г. в МГУ (в 1961—1967 гг. в НИИ ядерной физики МГУ), с 1968 г. доцент, в 1993—2003 гг. профессор, в 1975—2003 гг. зам. заведующего кафедрой физики атомного ядра/физики атомного ядра и квантовой теории столкновений физического факультета.
Кандидат физико-математических наук (1966). Доктор физико-математический наук (1985).
Читал курсы «Экспериментальные методы ядерной физики», «Физические основы ядерных реакторов», «Некоторые вопросы методики ядерно-физического эксперимента», «Спектрометрия и идентификация ядерных частиц», «Ключевые эксперименты в субатомной физике», «Физика атомного ядра», «Квантовая физика».
В настоящее время (2024) — член Учёного и Диссертационного советов физического факультета.
Лауреат Государственной премии СССР (1972), присужденной в составе авторского коллектива за открытие и исследование эффекта теней в ядерных реакциях на монокристаллах.
Сочинения:
- Исследование реакций (d, a) на легких ядрах : диссертация … кандидата физико-математических наук : 01.00.00. — Москва, 1966. — 149 с. : ил.
- Эффект теней и времена протекания ядерных реакций : диссертация … доктора физико-математических наук : 01.04.16. — Москва, 1984. — 281 с. : ил.